# He Chong
He Chong (en chino: 何冲; Zhanjiang, 10 de junio de 1987) es un deportista chino que compitió en saltos de trampolín. Su hermano Chao compitió en el mismo deporte.
Participó en dos Juegos Olímpicos de Verano, obteniendo dos medallas, oro en Pekín 2008 y plata en Londres 2012, ambas en la prueba individual.
Ganó siete medallas en el Campeonato Mundial de Natación entre los años 2005 y 2013. En los Juegos Asiáticos consiguió cuatro medallas entre los años 2006 y 2014.

## Palmarés internacional
| Juegos Olímpicos   | Juegos Olímpicos        | Juegos Olímpicos  | Juegos Olímpicos     |
| Año                | Lugar                   | Medalla           | Prueba               |
| ------------------ | ----------------------- | ----------------- | -------------------- |
| 2008               | Pekín (China)           | Medalla de oro    | Trampolín 3 m        |
| 2012               | Londres (Reino Unido)   | Medalla de bronce | Trampolín 3 m        |
| Campeonato Mundial |                         |                   |                      |
| Año                | Lugar                   | Medalla           | Prueba               |
| 2005               | Montreal (Canadá)       | Medalla de oro    | Trampolín 3 m sincro |
| 2005               | Montreal (Canadá)       | Medalla de bronce | Trampolín 3 m        |
| 2007               | Melbourne (Australia)   | Medalla de plata  | Trampolín 1 m        |
| 2009               | Roma (Italia)           | Medalla de oro    | Trampolín 3 m        |
| 2011               | Shanghái (China)        | Medalla de oro    | Trampolín 3 m        |
| 2013               | Barcelona (España)      | Medalla de oro    | Trampolín 3 m        |
| 2013               | Barcelona (España)      | Medalla de oro    | Trampolín 3 m sincro |
| Juegos Asiáticos   |                         |                   |                      |
| Año                | Lugar                   | Medalla           | Prueba               |
| 2006               | Doha (Catar)            | Medalla de oro    | Trampolín 3 m        |
| 2006               | Doha (Catar)            | Medalla de oro    | Trampolín 3 m sincro |
| 2010               | Cantón (China)          | Medalla de oro    | Trampolín 3 m        |
| 2014               | Incheon (Corea del Sur) | Medalla de plata  | Trampolín 1 m        |